# Гейнсвілл (Луїзіана)
Гейнсвілл (англ. Haynesville) — місто (англ. town) в США, в окрузі Клейборн штату Луїзіана. Населення — 2039 осіб (2020).

## Географія
Гейнсвілл розташований за координатами 32°57′59″ пн. ш. 93°8′17″ зх. д. / 32.96639° пн. ш. 93.13806° зх. д. (32.966337, -93.138141).  За даними Бюро перепису населення США в 2010 році місто мало площу 12,53 км², з яких 12,50 км² — суходіл та 0,03 км² — водойми.

## Демографія
Згідно з переписом 2010 року, у місті мешкало 2327 осіб у 970 домогосподарствах у складі 615 родин. Густота населення становила 186 осіб/км².  Було 1188 помешкань (95/км²).
Расовий склад населення:
| - 57,5 % — чорних або афроамериканців - 40,7 % — білих - 0,6 % — корінних американців - 0,2 % — азіатів |

До двох чи більше рас належало 0,8 %. Частка іспаномовних становила 0,8 % від усіх жителів.
За віковим діапазоном населення розподілялося таким чином: 25,2 % — особи молодші 18 років, 55,3 % — особи у віці 18—64 років, 19,5 % — особи у віці 65 років та старші. Медіана віку мешканця становила 40,9 року. На 100 осіб жіночої статі у місті припадало 83,8 чоловіків;  на 100 жінок у віці від 18 років та старших — 75,8 чоловіків також старших 18 років.
Середній дохід на одне домашнє господарство  становив 38 358 доларів США (медіана — 26 331), а середній дохід на одну сім'ю — 47 718 доларів (медіана — 41 750). За межею бідності перебувало 34,5 % осіб, у тому числі 56,3 % дітей у віці до 18 років та 20,0 % осіб у віці 65 років та старших.
Цивільне працевлаштоване населення становило 980 осіб. Основні галузі зайнятості: освіта, охорона здоров'я та соціальна допомога — 28,0 %, сільське господарство, лісництво, риболовля — 15,6 %, виробництво — 12,3 %, роздрібна торгівля — 9,6 %.